# Ander Errandonea
Ander Errandonea Espelosin, llamado Errandonea (Vera de Bidasoa, Navarra, 27 de agosto de 1997), es un ex-pelotari español de pelota vasca en la modalidad de mano, juega en la posición de delantero. Es hijo del antiguo campeón Inaxio Errandonea. 

## Palmarés
- Aficionado
  - Campeón del torneo de Lezama, 2016
  - Campeón del 4 y medio de Tolosa, 2016
  - Campeón del interpueblos de Navarra, 2014
  - Campeón del interpueblos de Euskal Herria, 2014